# Please Stay
"Please Stay" je dance-pop pjesma australske pjevačice Kylie Minogue. Objavljena je kao četvrti singl s njenog sedmoga studijskog albuma Light Years 11. prosinca 2000. godine u izdanju diskografskih kuća Parlophone i Mushroom.

## O pjesmi
Pjesmu "Please Stay" napisali su Minogue, Richard Stannard, Julian Gallagher i John Themis. Producirali su je Richard Stannard i Julian Gallagher. Pjesma je dospjela na 10. mjesto na ljestvici u Ujedinjenom Kraljevstvu i tako postala njena 20. pjesma koja je dospjela na jedno od prvih 10 mjesta te ljestvice. U Australiji pjesma je dospjela na 15. mjesto ljestvice. Isporučeno je preko 35 000 primjeraka, pa je tako dobila zlatnu certifikaciju. U ostalim državama Europe pjesma je postigla prilično dobar uspjeh.
Minogue je pjesmu izvodila na turnejama:
- KylieFever2002 (kao dio medleya In Your Eyes Medley)
- Showgirl: The Greatest Hits Tour
- KylieX2008 (samo u Pekingu 1. prosinca 2008.)

Pošto je singl objavljen u božićno vrijeme, jedna od B-strana singla je Minogueina prva božićna pjesma, njena obrada poznate pjesme "Santa Baby". Godine 2010. Minogue je objavila božićni EP A Kylie Christmas s tom pjesmom, i tad je dospjela na 85. mjesto australske ljestvice.

## Popis pjesama
CD singl 1
1. "Please Stay" (4:08)
2. "Santa Baby" (3:23)
3. "Good Life" (4:06)

CD singl 2
1. "Please Stay" (4:08)
2. "Please Stay" (7th District Club Flava Mix) (6:33)
3. "Please Stay" (Hatiras Dreamy Dub) (7:02)
4. "Please Stay" (Spot)

Europski CD singl 1
1. "Please Stay" (4:08)
2. "Santa Baby" (3:23)
3. "Good Life" (4:06)
4. "Please Stay" (Spot)

Europski CD singl 2
1. "Please Stay" (4:08)
2. "Santa Baby" (3:23)
3. "Please Stay" (Spot)

Singl na kaseti
1. "Please Stay" (4:08)
2. "Santa Baby" (3:23)
3. "Good Life" (4:06)

Izvor:

## Službeni remiksevi
1. Albumska inačica (4:08)
2. 7th District Radio Mix (4:00)
3. 7th District Extended Radio Mix
4. 7th District Club Flava Mix (6:34)
5. 7th District Club Flava Dub
6. Hatiras Dreamy Vocal Mix (7:03)
7. Hatiras Dreamy Dub (7:02)
8. Pumpin' Dolls Epic Anthem Mix
9. Pumpin Dolls Radio Edit
10. Metro Mix (5:46)

## Top ljestvice i certifikacije

### Top ljestvice
| Ljestvica (2000.)      | Najviša pozicija |
| ---------------------- | ---------------- |
| Australija             | 15               |
| Belgija (Flandrija)    | 10               |
| Belgija (Valonija)     | 13               |
| Nizozemska             | 69               |
| Slovačka               | 16               |
| Španjolska             | 39               |
| Švedska                | 47               |
| Ujedinjeno Kraljevstvo | 10               |

### Certifikacije
| Država     | Certifikacija |
| ---------- | ------------- |
| Australija | zlatna        |